# 凯伊效应
凯伊效应（英語：Kaye effect）:将混合有机溶液倒到一固体表面，这表面突然向上喷出一束液体和向下倒的液束相会。这种现象称为「凯伊效应」。这是英国工程师艾伦·凯伊在1963年第一次描述的。
出现凯伊效应的时间较短；一般在300毫秒左右，容易为人忽略。
此后，发现番茄酱，酸奶，油漆，洗发水和液体肥皂等切应变薄（在切应力下变稀）的液体都具有这样的性质。
为了了解「凯伊效应」，荷兰特温特大学的微斯路易斯用高速视频头观察这效应的全过程  ；将切应变薄液体倒到固体表面，开始时，形成一绕堆；但其中某一滴滑下，随后有一束流从堆表面窝弦梯边飞跃而出；从表面发射出来。微斯路易斯认为，切应变液的介面形成润滑层起了重要的作用。他还找到了，把切应变液倒到斜面上，能看到稳定的反弹射流的条件。但是微斯路易斯的实验还未能从物理角度说明产生凯伊效应的原因。有人认为，在有静电的情况下，更易出现「凯伊效应」。